# تاتيانا أوسوفا
تاتيانا أوسوفا (الروسية:Татьяна Усова; مواليد 1987) عارضة أزياء روسية. 

## روابط خارجية
- تاتيانا أوسوفا  في ستايل.كوم